# Slot Machine
Slot Machine (deutsch Glücksspielautomat) ist ein taiwanischer Kurzfilm von Wu Chang-Jung aus dem Jahr 2010. In dem Film wird eine Parallele zwischen dem Prozess der Besamung eines Schweins und der anschließenden Erwartung von Ergebnissen und dem Spielen von Spielautomaten gezogen. In Deutschland feierte der Film am 29. April 2012 bei den Internationalen Kurzfilmtagen in Oberhausen Premiere.

## Handlung
Der Glücksspielautomat ist ein Schweinezuchtbetrieb im Pulsschlag des Kapitalismus.

## Kritiken
„Die Jury des Ministeriums für Familie, Kinder, Jugend, Kultur und Sport zeichnet einen kurzen Film aus: ‚Slot Machine‘ von Wu Chang-Jung verbindet in drei Minuten rhythmische Präzision mit medialem Schmiss und Originalität. Er verbindet große Themen wie die auf Gewinnmaximierung fixierte Massenproduktion mit einem absolut zärtlichen und sinnlichen Blick auf Elementares.“

„Unsere lobende Erwähnung sprechen wir einem Film aus, der ein wichtiges und globales Thema behandelt. Künstlerisch und äußerst kreativ beschäftigt sich der Film mit Massenkonsum und Kapitalismus. Die Idee, eine Schweinezuchtfabrik als Glücksspielautomat zu inszenieren, hat uns sehr beeindruckt und zum Nachdenken gebracht. Tiere werden nicht als Lebewesen angesehen, sondern sofort nach ihrer Geburt in ihren Geldwert umgerechnet. Weil sich ‚Slot Machine‘ so reflektiert und kritisch mit diesem Thema auseinandersetzt und wir vom Zusammenspiel von Bild und Ton absolut überzeugt waren, möchten wir ihn lobend erwähnen.“

## Auszeichnungen
Internationale Kurzfilmtage Oberhausen 2012
- Preis des Ministeriums für Familie, Kinder, Jugend, Kultur und Sport des Landes Nordrhein-Westfalen
- Lobende Erwähnung der Jugendjury